# Zeddiani
Zeddiani (sardinsky: Tzeddiàni) je italská obec (comune) v provincii Oristano v regionu Sardinie. Nachází se ve výšce 10 metrů nad mořem a má přibližně 1 100 obyvatel. Rozloha obce je 11,81 km².